# Blainvillea
Blainvillea es un género de plantas fanerógamas perteneciente a la familia de las asteráceas. Comprende 29 especies descritas y de estas, solo 10 aceptadas.

## Taxonomía
El género fue descrito por Alexandre Henri Gabriel de Cassini y publicado en Dictionnaire des Sciences Naturelles [Second edition] 29: 493–494. 1823. La especie tipo es Blainvillea rhomboidea Cass.	

## Especies aceptadas
A continuación se brinda un listado de las especies del género Blainvillea aceptadas hasta agosto de 2012, ordenadas alfabéticamente. Para cada una se indica el nombre binomial seguido del autor, abreviado según las convenciones y usos.
- Blainvillea acmella (L.) Philipson
- Blainvillea amazonica Benth. & Hook.f.
- Blainvillea brasiliensis (Nees & Mart.) S.F.Blake
- Blainvillea dichotoma Cass.
- Blainvillea dubia Specht
- Blainvillea gayana Cass.
- Blainvillea lanceolata Baker
- Blainvillea rhomboidea Cass.
- Blainvillea tampicana (DC.) Benth. & Hook.f. ex Hemsl.
- Blainvillea tenuicaulis Benth. & Hook.f.